# Jim Carrey
För ishockeyspelaren, se Jim Carey.
James Eugene "Jim" Carrey, född 17 januari 1962 i Newmarket i Ontario, är en kanadensisk ståuppkomiker, skådespelare, och filmproducent. Han slog igenom brett 1994 med de tre succékomedierna Den galopperande detektiven, The Mask och Dum & dummare. För att sedan bli den bäst betalda skådespelaren i historien med filmen Cable Guy (1996). Med filmerna Truman Show (1998), Man on the Moon (1999) och Eternal Sunshine of the Spotless Mind (2004) skulle han bli en kritikerrosad och prisad skådespelare. Han innehar bland annat två Golden Globe Awards för Bästa skådespelare.

## Biografi

### Uppväxt
Jim Carrey föddes som den yngsta i en syskonskara av fyra. Hans far Percy Carrey var revisor och musiker och hans mor Kathleen Oram var hemmafru. Modern var av skotskt och irländskt påbrå medan fadern var av fransk påbrå. Efternamnet härstammar därför från Carré.
Vid åtta års ålder gjorde han grimaser framför spegeln och började bli en talang på att härma folk. När han var tio tyckte han själv att han var så duktig att han skrev ett brev till Carol Burnett och tyckte att han skulle få en roll i hennes show. Han blev lyrisk över produktionens förtryckta svar.
Carrey växte upp i Scarborough men de flyttade senare till Burlington där fadern förlorade sitt arbete när Carrey var 14, vilket ledde till att familjen fick ekonomiska problem och blev hemlösa. De bodde i tält i flera månader tills fadern fick ett nytt arbete som revisor på en däckfabrik i Scarborough. De fick då bo i ett hus mittemot fabriken i utbyte mot att de vaktade fabriken under natten vilket blev Jim och hans broder Johns uppgift. Jim skulle senare också bli vaktmästare samtidigt som han studerade på gymnasiet. Han hoppade dock av gymnasiet på sin 16-årsdag för att börja satsa på en ståupp karriär i Toronto.

### Ståuppkomiker i Kanada
Carrey gjorde sin första ståupp debut redan 1977 när han var 15 år på den nyöppnade klubben Yuk Yuk's Comedy Club i Toronto. Hans far var stöttande och hjälpte honom få ihop akten och körde honom varje kväll när han senare fick uppträda en gång i veckan. Hans uppträdande blev ganska dåligt mottaget och deras familjs ekonomiska situation gjorde det svårt för honom att fortsätta. Två år senare var familjens situation något bättre och familjen hade fått ett eget hem i Jackson's Point. Carrey hade under tiden slipat på sin akt och fick sitt första betalda gig 1979 på en sunkig pub bredvid motorvägen i Scarborough. Han vågade snart bege sig tillbaka till Yuk Yuk's och gick snabbt från den öppna scenen till att vara en återkommande och populär programpunkt som 17-åring.
Efter att ha byggt upp ett rykte och etablerat sig i Torontos komikerkretsar tog han steget att våga söka till att bli medlem i Saturday Night Live 1980. Producenterna nekade honom och tog in Charles Rocket istället. Istället började han göra röster åt olika karaktärer i det lokala TV-programmet The All-Night Show (1980). Som 19-åring fortsatte han att bli bokat på klubbar och var bland annat bokad som förband till rockbandet Goddo men blev utbuad. Två veckor senare fick han en stor recension i tidningen Toronto Star där de särskilt hyllade hans imitation av Sammy Davis Jr. Det var första gången han fick medial uppmärksamhet och han fick nu jobb i hela Kanada.
Carrey fick 1981 göra ett uppträdande i TV-programmet An Evening at the Improv. Han fick också huvudrollen i den kanadensiska TV-filmen Introducing... Janet (1981) vilken sågs av över en miljon människor och blev väl mottagen. Efter att Rodney Dangerfield upptäckt Carrey fick han följa med på hans turné i USA. När turnén presenterades ville Johnny Carson boka Carrey till sitt program. Carrey avböjde för att slipa ännu mer på sin akt och åkte tillbaka till Toronto där han nu sålde ut två dagar i rad på en teater.

### Flytt till Hollywood
Carrey flyttade till Hollywood 1983 där han ofta uppträdde på The Comedy Store. Han hade bestämt sig för att bli inbjuden till Johnny Carson igen och uppnådde det målet ganska snabbt. Men ett mediokert uppträdande på en klubb gjorde att han blev avbokad. Han pendlade mellan Toronto och Hollywood. För att hålla sin ekonomi stabil fick han åka till Kanada för att tjäna ihop pengar så han kunde fortsätta jaga ett genombrott i Hollywood. När en TV station i Kanada gjorde ett stort reportage om honom ledde det till att han fick huvudrollen i TV-serien The Duck Factory (1984). I samband med lanseringen av TV-serien fick han äntligen uppträdda på Johnny Carson och stressade igenom hela sin repertoar. Carson bjöd inte honom att sitta bredvid honom och bli intervjuad. Ett knep Carson hade för att etablera sin makt samtidigt som han uppskattade de som gjorde bra framträdande lite extra. Han fick än en gång åka tillbaka till Toronto för att tjäna ihop lite pengar.
Carrey blev samma år injuden till att uppträda på Late Night with David Letterman. Ungefär samtidigt blev det klart att TV-serien The Duck Factory inte skulle förnyas för en andra säsong. Han åkte då ut med sin rutin tillsammans med Rodney Dangerfield igen. Han fortsatte även få roller i filmer som huvudrollen i sexkomedin En lady på bettet (1985) och en biroll i Francis Ford Coppolas Peggy Sue gifte sig (1986). Han provade då att söka till Saturday Night Live igen men skulle återigen bli nekad. Han gav sig återigen ut på turné för att sedan söka en tredje gång till Saturday Night Live året efter. Han gjorde sin audition tillsammans med Dana Carvey och Phil Hartman, som båda blev anställda. Carrey blev nekad. Han började då tro att enbart satsa på imitationer var hopplöst och började arbeta fram en ny komediakt. Till klubbarnas besvikelse övergav han sina imitationer och började med karaktärsdriven och observerande humor istället. Vilket tvingade honom att improvisera framför en besviken publik som ville se honom imitera kändisar.

### Genombrott
Carrey fick 1990 bli en del av ensemblen i In Living Color. Han var kvar till 1994 och hans popularitet i serien ledde till att han fick roller i större komedifilmer. Han fick sitt genombrott med de tre filmer som kom ut 1994. Den första filmen som släpptes var Den galopperande detektiven. Trots en hel del dåliga recensioner kom den att bli oerhört älskad av publiken och blev en finansiell succé. Den blev också ett populärkulturellt fenomen. Han följde upp succén med The Mask som blev en än större finansiell succé än Den galopperande detektiven. Den sista filmen från 1994 blev Dum & dummare, även det en kassasuccé och skulle även få mycket bättre betyg. Den har också blivit en kultklassiker och anses vara den bästa komedin under 1990-talet. Carrey fick sin första Golden Globe nominering för sin roll i The Mask.
Carrey skulle spela skurken Gåtan i superhjältefilmen Batman Forever (1995). Filmen fick ett blandat mottagande men blev en kommersiell framgång. Han repriserade sin roll som Ace Ventura i Ace Ventura – Den galopperande detektiven rider igen (1995). Precis som föregångaren blev den väl mottagen av publiken men inte av kritiker. Det blev också en kommersiell framgång och satte rekord i den bästa premiärhelgen någonsin. Inför hans nästa film, den Ben Stiller regisserade Cable Guy (1996), satte han ännu ett rekord i att vara den första skådespelaren som fått 20 miljoner dollar för att medverka i en film. Karaktären skulle för Carrey vara en tydlig skillnad från hans tidigare excentriskt lustiga karaktärer och vara mer av en mörk och sorglig karaktär, fast med Carreys charm. Det mottogs inte väl av varken kritiker eller publik som tyckte det var ett för stort steg för Carrey. Den skulle ändå bli en kommersiell framgång och på senare tid även en kultfilm. Carrey har också nämnt den som sin favoritfilm bland sina egna filmer och den hjälpte honom få seriösare roller senare i karriären. Han skulle återvända till sitt vanliga komiska skådespel i Liar Liar (1997) som blev en succé och gav Carrey en andra Golden Globe-nominering.

### Kritikerrosad karriär
Carrey skulle inför sin nästa film, Truman Show (1998) gå med på att halvera sin lön för att få rollen då han kände att hans karriär behövde utvidgas till annat än enbart komik. Han har också sagt att det är den roll han fortast tackat ja till. Filmen skulle bli unisont hyllad och en finansiell succé. Många trodde också att Carrey skulle få en oscarsnominering för sin insats. Den uteblev men han vann istället sin första Golden Globe. Han var också en förhandsfavorit till en oscarsnominering för sin nästa roll där han porträtterade Andy Kaufman i Man on the Moon (1999). Istället vann han sin andra Golden Globe och blev unisont hyllad för sin insats.

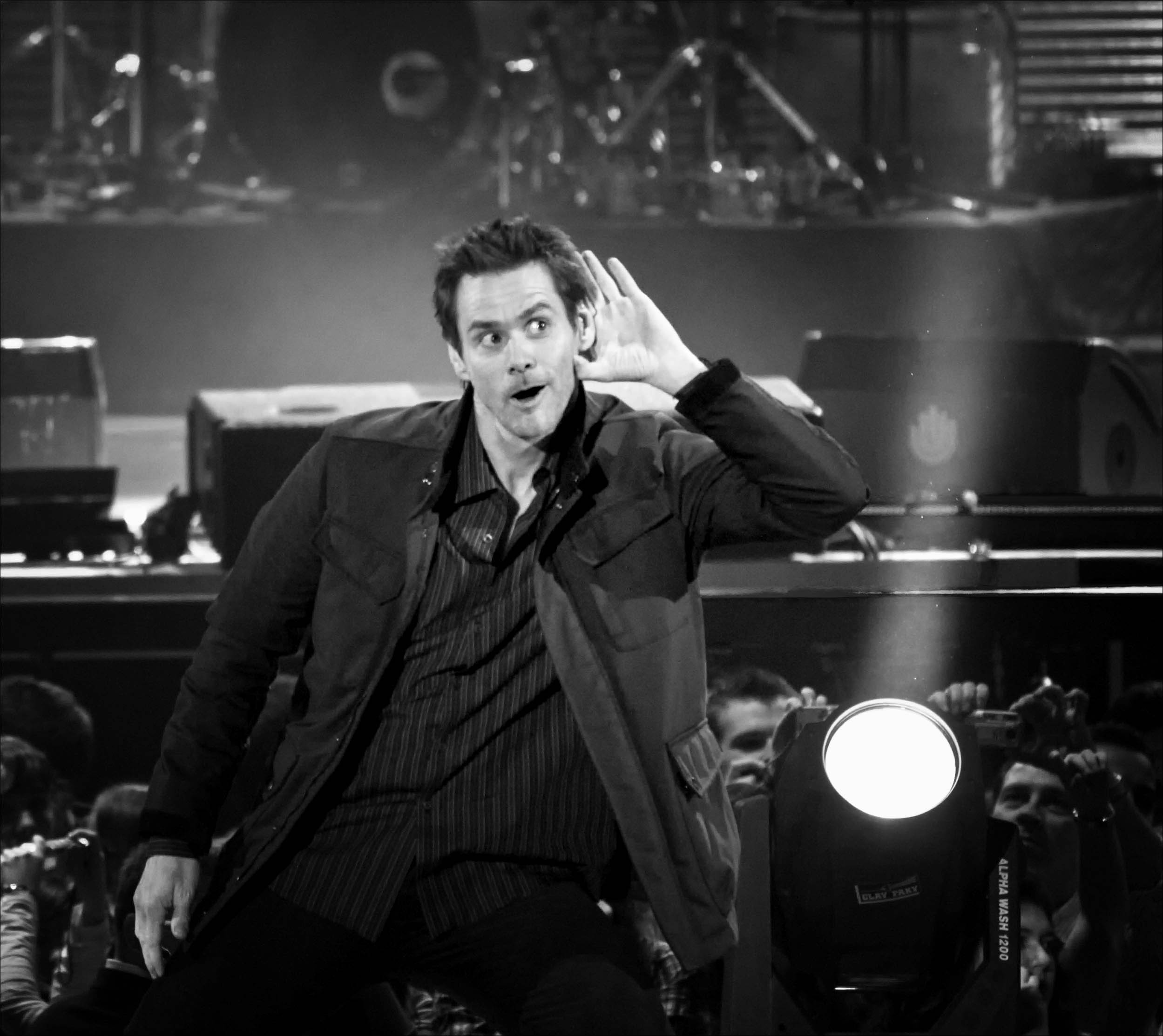
Jim Carrey 2008.

Han skulle medverka tillsammans med Renée Zellweger i komedin Mina jag & Irene (2000). Den skulle få blandad kritik men bli en kommersiell framgång. Samma år hade han titelrollen i julfilmen Grinchen – julen är stulen som skulle bli den näst mest framgångsrika julfilmen genom tiderna. Han fick sin femte Golden Globe-nominering för sin insats. I Bruce den allsmäktige (2003) syntes han bredvid Jennifer Aniston och Morgan Freeman som även den skulle få blandad kritik men bli den sjunde mest inkomstbringande komedifilmen genom tiderna.
Carrey skulle återigen bli hyllad för sin roll i Eternal Sunshine of the Spotless Mind (2004). Filmen skulle bli unisont hyllad och har hamnat på flera listor om 2000-talets bästa filmer. Det har också blivit en kultklassiker och anses vara Carreys bästa roll i hans karriär. Carrey blev snuvad på en oscarsnominering återigen men hans motspelerska Kate Winslet blev nominerad. Filmen vann dessutom en oscar för bästa manus. Carrey fick sin sjätte Golden Globe-nominering och en BAFTA nominering. Han medverkade sedan i filmatiseringen av barnboken Lemony Snickets berättelse om syskonen Baudelaires olycksaliga liv (2004) som blev väl mottagen. Hans nästa film Fun with Dick and Jane (2005) skulle dra in mer än 100 miljoner dollar i vinst.

### Vidare karriär
Carrey skulle ge sig på ytterligare en roll åt det seriösare hållet i den psykologiska thrillern The Number 23 (2007). Filmen och Carrey kom att bli sågade av kritiker. Han skulle även bli nominerad för sämsta skådespelare på Golden Raspberry Awards. Han skulle dock följa upp filmen med två succéer. I Horton (2008) gjorde han rösten till huvudrollen. I Yes Man (2008) spelade han mot Zooey Deschanel och Bradley Cooper. Båda filmerna skulle bli enorma kommersiella framgångar. Han medverkade sedan tillsammans med Ewan McGregor i I Love You Phillip Morris (2009) som inte blev någon kassako men fick däremot mycket goda recensioner.

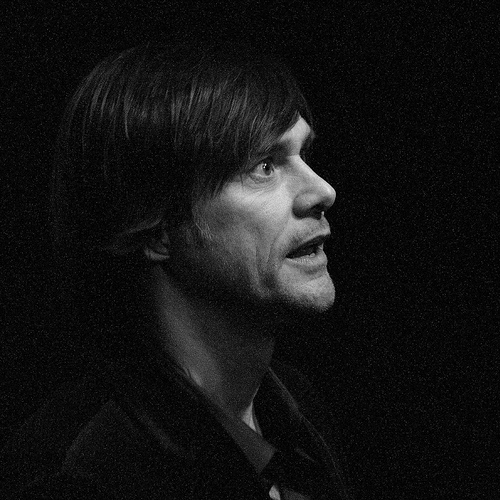
Jim Carrey 2011.

Carrey skulle för första gången i sin karriär spela flera roller i Disneys 3D-animerade En julsaga (2009) där han förutom huvudrollen som Ebenezer Scrooge även spelade alla spöken. Filmen fick blandade recensioner men blev en finansiell succé. Även hans nästa film Poppers pingviner (2011) skulle bli en kommersiell succé. Han medverkade tillsammans med Steve Carell i Burt Wonderstone (2013). Filmen kom att bli en flopp och drog inte ens in sin produktionskostnad. Samma år medverkade han i Kick-Ass 2, där han två månader innan premiären skulle meddela att han inte kunde stå för filmen. Efter att Massakern i Newtown hade skett menade han att han inte kunde stå bakom våldet. Efter att ha tvekad länge gick Carrey till slut med på att reprisera sin roll i Dum & dummare 2 (2014). Filmen fick inte alls samma mottagande som föregångaren men blev ändå en framgång.
Carrey skulle ge sig på ytterligare en seriösare roll i Dark Crimes (2016). Filmen skulle få ett dåligt mottagande och på Rotten Tomatoes har den ovanliga 0% positiva recensioner. 2018 fick han huvudrollen i TV-serien Kidding som skulle gå i två säsonger. Han skulle för rollen bli nominerad till sin sjunde Golden Globe. Han skulle sedan spela antagonisten i TV-spelsfilmen Sonic the Hedgehog (2020). Samma år porträtterade han också Joe Biden i 6 avsnitt av Saturday Night Live. Han repriserade sedan sin roll i uppföljaren Sonic the Hedgehog 2 (2022). Filmen blev en succé och drog in 72 miljoner dollar bara i USA på sin öppningshelg, vilket blev den bästa öppningshelgen i Carreys karriär.

### Pension?
I april 2022 meddelade Carrey att han drar sig tillbaka från skådespelandet och menade att han hade fått nog. Han sa också att han kunde återvända ifall ett manus kom ner från himlen och var så tilltalande att det var viktigt för folk att verkligen se det. I februari 2024 annonserades dock att han skulle reprisera sin roll i Sonic the Hedgehog 3 (2024).

## Privatliv
Carrey lider av depression och har tagit Prozac i största delen av sitt liv. Han har på senare tid nämnt att han slutat med medicinen. Han slutade samtidigt med kaffe, alkohol och droger. Carrey blev amerikansk medborgare 2004 och har dubbelt medborgarskap. Han äger flera boenden i Los Angeles och har levt i Brentwood sedan 1994. I november 2022 kom Rysslands utrikesdepartement att ge inreseförbud för 100 kanadensiska medborgare däribland Carrey som en reaktion på sanktionerna som infördes på grund av Rysslands krig mot Ukraina.

### Relationer
Carrey hade en relation med sångerskan Linda Ronstadt i åtta månader 1983. Han gifte sig 1987 med skådespelerskan Melissa Wormer och paret fick en dotter, Jane Erin Carrey samma år. Paret skilde sig sedan 1995.
Den 23 september 1996 gifte sig Carrey med sin medspelerska från Dum & dummare, Lauren Holly. Giftermålet skulle vara i knappt ett år. Mellan 1999 och 2000 var Carrey förlovad med Reneé Zellweger. Under 2002 skulle han ha en relation med January Jones. 2005 träffade Carrey modellen och skådespelerskan Jenny McCarthy och de var ett par mellan 2006 och 2010. De förblev vänner.
Carrey träffade den irländska sminkösen Cathriona White 2012. De var ett par till 2015 då hon hittades död. Det klassades som  självmord då hon svalt mycket av sin receptbelagda medicin och dog av en överdos. Carrey var en av kistbärarna på begravningen. Paret hade under tiden de träffades även träffat andra. White hade även gift sig med Mark Burton 2013. Under 2016 så stämde både Burton och Whites moder Carrey för vålande till hennes död. De misstänkte att Carrey hade utnyttjat sitt kändisskap för att införskaffat de droger som White tog sitt liv med. Både stämningarna lades ned.
Under 2019 hade Carrey en relation med skådespelerskan Ginger Gonzaga. Relationen varade knappt ett år.

### Politisk och spirituell syn
Carrey utövar Transcendental meditation. Han tror även på att visualisera sin framtid och har ofta hänvisat till en historia där han har visualiserat sig en check på 10 miljoner dollar placerad i hans ficka. 7 år senare fick han exakt det för sin roll i Dum och dummare (1994).
Carrey har många gånger försvarat socialism och tycker att det Demokratiska partiet ska bli socialistiska. Han har också skrivit och publicerad politiska satiriska teckningar där han ofta kritiserat pressekreteraren Sarah Huckabee Sanders och USAs president Donald Trump. Han fick stor uppmärksamhet när han kritiserade fascism och skämtade om Benito Mussolinis död vilket gjorde hans barnbarn Alessandra mycket upprörd och kallade Carrey för "en jävel" och hans teckning för "smutsig".

## Filmografi

### Film
| År   | Titel                                                              | Roll                                       | Notering           |
| ---- | ------------------------------------------------------------------ | ------------------------------------------ | ------------------ |
| 1981 | Introducing... Janet                                               | Tony Moroni                                | TV-film            |
| 1983 | Copper Mountain                                                    | Bobby Todd                                 | TV-film            |
| 1983 | The Sex and Violence Family Hour                                   | Värd / olika roller                        | Även manus         |
| 1983 | All in Good Taste                                                  | Ralph Parker                               |                    |
| 1984 | Jakten på miljonerna                                               | Lane Biddlecoff                            |                    |
| 1985 | En lady på bettet                                                  | Mark Kendall                               |                    |
| 1986 | Peggy Sue gifte sig                                                | Walter Getz                                |                    |
| 1988 | Dödsspelet                                                         | Johnny Square                              |                    |
| 1988 | Kroppskontakt av värsta graden                                     | Wiploc                                     |                    |
| 1989 | Pink Cadillac                                                      | Lounge underhållare                        |                    |
| 1989 | Mike Hammer: Murder Takes All                                      | Brad Peters                                | TV-film            |
| 1991 | High Strung                                                        | Döden                                      | Okrediterad        |
| 1992 | Oväntat besök                                                      | Tim Carter                                 | TV-film            |
| 1992 | Itsy Bitsy Spider                                                  | Utrotaren                                  | Kortfilm, röstroll |
| 1994 | Den galopperande detektiven                                        | Ace Ventura                                | Även manus         |
| 1994 | The Mask                                                           | Stanley Ipkiss / The Mask                  |                    |
| 1994 | Dum & dummare                                                      | Lloyd Christmas                            |                    |
| 1995 | Batman Forever                                                     | Edward Nygma / Gåtan                       |                    |
| 1995 | Ace Ventura – Den galopperande detektiven rider igen               | Ace Ventura                                |                    |
| 1996 | Cable Guy                                                          | Chip Douglas                               |                    |
| 1997 | Liar Liar                                                          | Fletcher Reede                             |                    |
| 1998 | Truman Show                                                        | Truman Burbank                             |                    |
| 1998 | Ett litet mirakel – Simon Birch                                    | Vuxen Joe Wenteworth / Berättare           |                    |
| 1999 | Man on the Moon                                                    | Andy Kaufman                               |                    |
| 2000 | Mina jag & Irene                                                   | Charlie Baileysgates                       |                    |
| 2000 | Grinchen – julen är stulen                                         | Grinchen                                   |                    |
| 2001 | The Majestic                                                       | Peter Appleton                             |                    |
| 2003 | Bruce den allsmäktige                                              | Bruce Nolan                                | Även producent     |
| 2003 | Pecan Pie                                                          | The Driver                                 | Kortfilm           |
| 2004 | Eternal Sunshine of the Spotless Mind                              | Joel Barish                                |                    |
| 2004 | Lemony Snickets berättelse om syskonen Baudelaires olycksaliga liv | Greve Olaf                                 |                    |
| 2005 | Fun with Dick and Jane                                             | Richard "Dick" Harper                      | Även producent     |
| 2007 | The Number 23                                                      | Walter Sparrow / Detective Fingerling      |                    |
| 2008 | Horton                                                             | Horton                                     | Röstroll           |
| 2008 | Yes Man                                                            | Carl Allen                                 |                    |
| 2009 | I Love You Philip Morris                                           | Steven Jay Russell                         |                    |
| 2009 | En julsaga                                                         | Ebenezer Scrooge                           | Röstroll           |
| 2011 | Poppers pingviner                                                  | Thomas "Tom" Popper Jr.                    |                    |
| 2013 | Burt Wonderstone                                                   | Steve Gray                                 |                    |
| 2013 | Kick-Ass 2                                                         | Sal Bertolinni / Colonel Stars and Stripes |                    |
| 2013 | Anchorman 2                                                        | Scott Riles                                | Cameo              |
| 2014 | Dum & dummare 2                                                    | Lloyd Christmas                            |                    |
| 2016 | The Bad Batch                                                      | Eremiten                                   |                    |
| 2016 | Dark Crimes                                                        | Tadek                                      |                    |
| 2020 | Sonic the Hedgehog                                                 | Dr. Ivo "Eggman" Robotnik                  |                    |
| 2022 | Sonic the Hedgehog 2                                               | Dr. Ivo "Eggman" Robotnik                  |                    |
| 2024 | Sonic the Hedgehog 3                                               | Dr. Ivo "Eggman" Robotnik                  |                    |

### TV
| År        | Titel                                        | Roll                             | Notering                               |
| --------- | -------------------------------------------- | -------------------------------- | -------------------------------------- |
| 1980      | The All-Night Show                           | Olika roller                     | Röstroll                               |
| 1984      | Buffalo Bill                                 | Jerry Lewis Impersonator         | Avsnitt: "Jerry Lewis Week"            |
| 1984      | The Duck Factory                             | Skip Tarkenton                   | 13 avsnitt                             |
| 1990-1994 | In Living Color                              | Fire Marshall Bill, Olika roller | 125 avsnitt                            |
| 1991      | Jim Carrey: The Un-Natural Act               | Sig själv                        | Ståupp-special                         |
| 1992      | Sesam                                        | Sig själv                        | Avsnitt: "3023"                        |
| 1996      | Saturday Night Live                          | Värd                             | Avsnitt: "Jim Carrey / Soundgarden"    |
| 1998      | The Larry Sanders Show                       | Sig själv                        | Avsnitt: "The Flip"                    |
| 2011      | The Office                                   | The FingerLakes Guy              | Avsnitt: "Search Committee"            |
| 2011      | Saturday Night Live                          | Värd                             | Avsnitt: "Jim Carrey / The Black Keys" |
| 2012      | 30 Rock                                      | Dave Williams                    | Avsnitt: "Leap Day"                    |
| 2014      | Saturday Night Live                          | Värd                             | Avsnitt: "Jim Carrey / Iggy Azalea"    |
| 2015      | Saturday Night Live 40th Anniversary Special | Sig själv / Matthew McConaughey  |                                        |
| 2018-2020 | Kidding                                      | Jeff Piccirillo / Jeff Pickles   | 20 avsnitt, även producent             |
| 2020      | Saturday Night Live                          | Joe Biden                        | 6 avsnitt                              |